# Universidade Estatal de Tomsk
A Universidade Estatal de Pesquisa Nacional de Tomsk, UET (em russo: Национа́льный иссле́довательский То́мский госуда́рственный университе́т) é uma universidade pública de pesquisa localizada na Sibéria, Rússia. Em 28 de maio de 1878, o imperador Alexandre II assinou um decreto sobre o estabelecimento da primeira e única instituição de ensino superior nas vastas extensões dos Urais russos até o Oceano Pacífico - a Universidade Imperial da Sibéria em Tomsk, na Rússia.
A UET foi inaugurada em 1888. As primeiras aulas para os primeiros 72 alunos começaram em 1º de setembro de 1888, na Faculdade de Medicina. As aulas foram dadas por oito professores, auxiliados por sete assistentes e técnicos de laboratório. O professor Nikolai Gezekhus foi nomeado o primeiro reitor da Universidade.
Atualmente existem 23 faculdades e institutos com 151 departamentos e cerca de 23.000 alunos (entre eles, cerca de 2.000 estudantes estrangeiros).
O orgulho da universidade é sua Biblioteca Científica (4 milhões de cópias e o museu do livro raro) e o Jardim Botânico da Sibéria.
In 2018 o asteróide 343322 Tomskuniver foi batizado em honra à Universidade Estatal de Tomsk.

## Faculdades
| Faculdade de                          | Fundada em            |
| ------------------------------------- | --------------------- |
| Instituto biológico                   | 1885                  |
| Instituto de Direito                  | 1898                  |
| Filologia                             | 1917                  |
| Física                                | 1917                  |
| História                              | 1917-2018 (expandida) |
| Educação militar                      | 1926                  |
| Química                               | 1932                  |
| Física e Engenharia                   | 1933                  |
| Geologia e Geografia                  | 1933                  |
| Mecânica e matemática                 | 1948                  |
| Radiofísica                           | 1953                  |
| Matemática aplicada e cibernética     | 1970                  |
| Estudos computacionais                | 1986                  |
| Filosofia                             | 1987                  |
| Instituto de Artes e Cultura          | 1994                  |
| Línguas estrangeiras                  | 1995                  |
| Psicologia                            | 1995                  |
| Jornalismo                            | 2004                  |
| Educação Física                       | 2005                  |
| Tecnologias Inovativas                | 2009                  |
| Departamento de Pré-Cursos            | 2015                  |
| Instituto de Economia e Administração | 2016                  |
| História e Ciências Políticas         | 2018                  |

## Reputação
A Universidade Estatal de Pesquisa Nacional de Tomsk é considerada uma das melhores universidades da Rússia, bem como uma das melhores dos BRICS (Brasil, Rússia, Índia, China, África do Sul) e da antiga União Soviética. Além disso, ela geralmente está entre as 250 melhores nas classificações globais. Em 2017, a Universidade Estatal de Pesquisa Nacional de Tomsk era a terceira melhor universidade clássica da Rússia, segundo a RIA Novosti - superada apenas pela Universidade Estatal de Moscou e pela Universidade Federal dos Urais.
A universidade também tem sido historicamente reconhecida como uma das universidades mais importantes da Rússia e da União Soviética, tendo recebido diversas medalhas durante os tempos soviéticos, como a Ordem da Revolução de Outubro e a Ordem da Bandeira Vermelha do Trabalho, além de ser uma das nove universidades da Rússia a receber o título de "Pesquisa Nacional".

## Unidades estratégicas acadêmicas
As UAEs são Unidades Acadêmicas Estratégicas que se concentraram no estudo da transformação que ocorre com o homem, a sociedade e o ambiente natural e o criado pelo homem.
A UET tem 4 UAEs: no Instituto de Biomedicina, Instituto do Ser Humano da Era Digital, Instituto de Materiais Inteligentes e Tecnologia e Instituto Siberiano do Futuro.

## A biblioteca de pesquisa
A Biblioteca de Pesquisa e a Universidade Estadual de Tomsk foram abertas no mesmo ano, 1888. O fundador da biblioteca foi Vasily Florinskiy - médico e escritor, organizador da Universidade de Tomsk. Tanto a Universidade Estadual de Tomsk quanto a Biblioteca de Pesquisas receberam o status de Objeto Particularmente Valioso do Patrimônio Cultural dos Povos da Federação Russa. Em 2016, a Biblioteca continha 3,8 milhões de unidades depositárias, incluindo mais de 124.000 manuscritos e livros raros.

## Supercomputador SKIF Cyberia

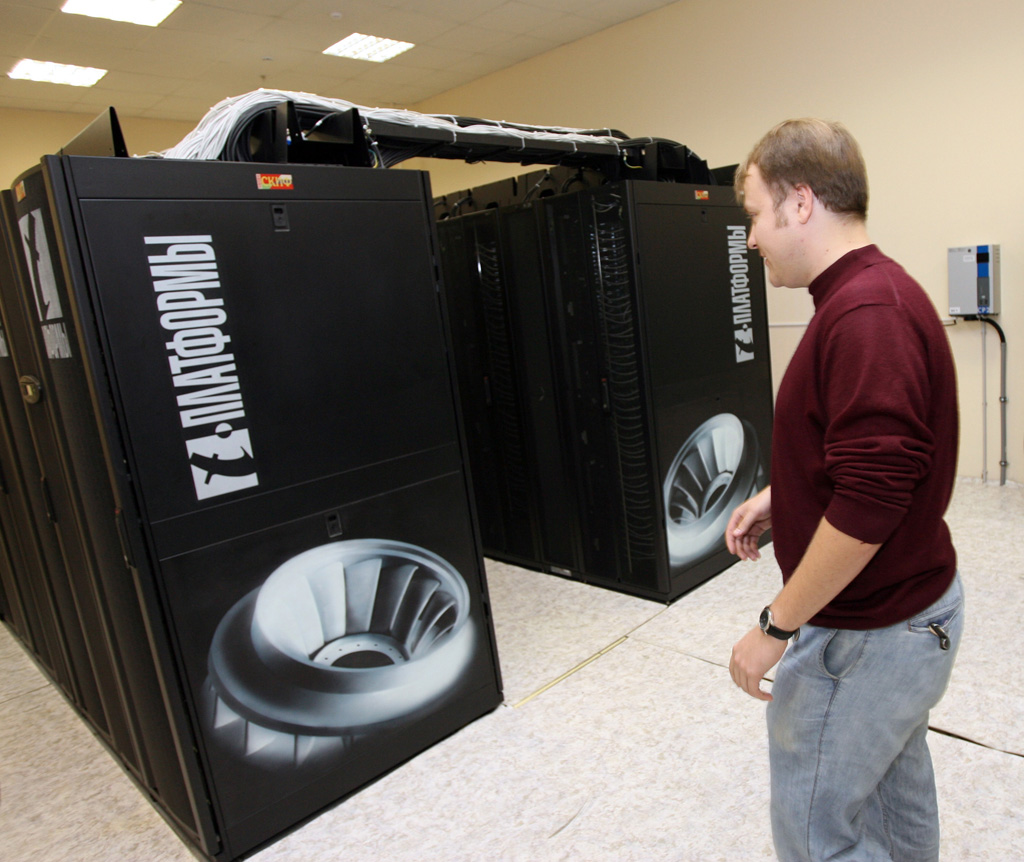
Supercomputador SKIF Cyberia

Em 2006, a Universidade Estatal de Tomsk foi uma das 17 universidades a vencer uma competição russa de programas educacionais inovadores. Um dos resultados dessa competição foi a formação do cluster de supercomputação da Universidade Estadual de Tomsk, financiado conjuntamente pelo governo federal e cofinanciado por fundos extra-orçamentários da universidade e montado pela T-Platforms.
No momento da inauguração, ele era um dos 100 maiores supercomputadores do planeta. E, por mais de um ano, foi o supercomputador mais rápido da Europa Oriental e da CEI.
Desde então, foi modernizado várias vezes. Uma vez em 2010. E novamente em 2015. Em setembro de 2018, o cluster tinha 11,8 terabytes de memória, 564 Xeon 5150s, 696 Xeon 5670s, 50 Xeon E5-2695 V3s e 50 Tesla K80s para um desempenho de pico total de 106,82 teraflops .

## Pessoas notáveis
- Aleksey Aleksandrovich Kulyabko - Formou-se doutor em medicina pela Universidade de Tomsk em 1893. Tornou-se a primeira pessoa a ressuscitar um coração 20 horas após a morte. Foi professor na Universidade de Tomsk de 1903 a 1924, recebeu o distinto prêmio de professor em 1918 e foi um dos fundadores da Escola de Fisiologia.
- Nikolay Aleksandrovich Gezehus - Primeiro reitor da Universidade de Tomsk (1888 a 1889), professor e fundador da pesquisa em física na universidade.
- Nikolay Feofanovich Kaschenko - Professor e fundador da escola de zoologia de vertebrados da Universidade de Tomsk, membro da Academia de Ciências da RSS da Ucrânia, reitor da Universidade de Tomsk (1893 a 1895) e professor do Instituto Politécnico de Kiev.
- Fritz Noether - Matemático e físico alemão e antigo professor; executado pela NKVD.
- Sergey Psakhie - Graduado e ex-professor da Universidade Estatal de Tomsk, Presidente do Presidium do Centro Científico Tomsk da Divisão Siberiana da Academia Russa de Ciências.

### Laureados com o Nobel
- Ivan Petrovich Pavlov - Professor e chefe de farmacologia por um breve período em 1890. Mais tarde, tornou-se o primeiro Prêmio Nobel da Rússia depois de ganhar o Prêmio Nobel de Fisiologia ou Medicina em 1904.
- Henry Dunant - Membro honorário da Universidade de Tomsk em 1910. Em 1901, ele se tornou o primeiro Prêmio Nobel da Paz.
- Nikolay Nikolayevich Semyonov - Assistente júnior na faculdade de física. Em 1956, ele recebeu o Prêmio Nobel de Química.

### Doutores honorários
- Mikhail Alekseeevich Krivov
- Chester K. Hansen
- Vladimir Yevseyevich Zuev
- Aleksey Matveevich Lipanov
- Aleksandr Petrovich Bychkov
- Viktor Melkhiorovich Kress
- Judith Marquand
- Victor Petrovich Orlov
- Viktor Yevgenievich Panin
- Gennady Viktorovich Sakovich
- Vladimir Mikhailovich Filippov
- Aleksandr Nikolayevich Tikhonov
- Viktor Antonovich Sadovnichy
- Gennady Andreyevich Mesyats
- Mikhail Vsevolodovich Kabanov
- Zhores Ivanovich Alfyorov
- Aleksey Emilyevich Kontorovich
- Eric Remacle
- Aleksandr Leonidovich Aseyev
- Ivan Mikhailovich Bortnik
- Vladimir Aleksandrovich Dzhanibekov
- Terrence Vincent Callaghan
- Vladimir Yevgenyevich Fortov
- Harald zur Hausen